# Straightener
Straightener es un grupo musical japonés de pop-rock fundado en 1998 en la ciudad de Tokio, Japón. En la actualidad la banda se conforma por cuatro integrantes; Horie Atsushi, Nakayama Shinpei, Hin Ata Hidekazu y Ojama Jun. 

## Integrantes
Straightener posee cuatro integrantes, el último de ellos se incorporó en 2008, conformando la actual banda.
- Atsushi Horie (ホリエアツシ) 1978/07/08

Vocalista, guitarrista y tecladista.
- Nakayama Shinpei (ナカヤマシンペイ) 1978/05/09

Batería, así mismo creó la banda The Predators, junto a Sawao Yamanaka (guitarrista de The Pillows), y Jiro (bajista de Glay). En el 2010 se separó de ella y en su lugar ingresó Hirotaka Takahashi (ex-Ellegarden y actual Scars Borough). Además, junto a Oyama Jun, formó la banda Another Sunnyday, incluyendo a Fumiaki Ito (cantante, exvocalista de la banda Serial TV Drama) e Ichi Mito (bajo, actualmente en The Rods).
- Hinata Hidekazu (日向 秀和) 1976/12/04.

Es el Bajista, que formó parte de la banda Art-School antes de unirse a Straightener, también participó en Zazen Boys y en Fullarmor, junto al  Horie Atsushi. Es parte de la banda "Nothing's Carved In Stone" junto a Shin’ichi Ubukata (ex-Ellegarden, guitarrista líder), Muramatsu Taku (voz y guitarra) y Ohkita Takanori (batería). Junto a Riki Kinoshita proveniente de Art-School, Ohkita Takanori y el guitarrista Shinichi Ito (guitarrista, Hinto y ex-Sparta), en el 2010 creó la banda Killing Boy.
- Oyama Jun (大山 純) 1978/05/11

Guitarrista que se unió a Straightener el 1 de octubre de 2008. Fue guitarrista también en la banda Art-School y junto a Nakayama Shinpei, formó parte de Another Sunnyday.

## Discografía

### Álbumes
- STRAIGHTEN IT UP (2000)
- ERROR (2001)
- SKELETONIZED (2002)
- LOST WORLD'S ANTHOLOGY (2004)
- ROCK END ROLL (2004)
- TITLE (2005)
- STRAIGHTENER Early Years (2005)
- Dear Deadman (2006)
- LINEAR (リニア) (2007)
- Immortal (2007)
- Nexus (2009)
- Creatures (2010)
- STOUT (2011)
- STRAIGHTENER (2011)
- SOFT (2012)
- 21st CENTURY ROCK BAND (2013)
- Resplendent (2013)
- Behind The Scene (2014)
- Behind The Tokyo (2015)
- Cold Disc (2016)
- PAUSE～STRAIGHTENER Tribute Album～ (2017)
- Future Soundtrack (2018)
- BEST of U -side NIGHT (2018)
- BEST of U -side DAY (2018)
- Blank Map (2019)
- Applause (2020)
- Crank Up (2021)
- Four Piece (2023)
- The Ordinary Road (2024)

### Singles/EP
- "March of the Corpse Soldier" (戦士の屍のマーチ) (2000)
- "ANOTHER DIMENSIONAL" (2000)
- SILVER RECORD (2002)
- Silent Film Soundtrack (2003)
- "TRAVELING GARGOYLE" (2003)
- "TENDER" (2004)
- "KILLER TUNE"/"PLAY THE STAR GUITAR" (2004)
- "THE REMAINS" (2005)
- "Melodic Storm" (2006)
- "BERSERKER TUNE" (2006)
- "SIX DAY WONDER" (2007)
- "TRAIN" (2007)
- "Little Miss Weekend" (2008)
- "Lightning" (2009)
- "Clone"/"Donkey Boogie Dodo" (2009)
- "Man-Like Creatures" (2010)
- VANDALISM/SILLY PARADE (2011)
- YOU and I / Hitsuji no Mure wa Oka wo Noboru (2011)
- From Noon Till Dawn (2012)
- Super Magical illusion (2014)
- Fuyu no Taiyou / The World Record (2014)
- The Place Has No Name (2015)
- NO ~Inochi no Ato ni Saita Hana~ (2015)
- DAY TO DAY (2015)
- Seaglas (2016)
- Sharp-san to Tanita-kun RT (2017)
- Akari (2017)
- Boy Friend (2018)
- The Future Is Now/Time Leap (2018)
- Braver (2018)
- can't remember (2018)
- Spiral (2019)
- Graffiti (2020)
- Kamome (2020)
- Sakebu Hoshi (2020)
- Sayonaradakega Oshietekurteta (2020)
- Uchuu No Yoru Futari No Asa (2021)
- 246 (2023)
- Silver Lining (2023)
- Invisible (2024).
- COME and Go (2024)
- Skeletonize! (2024)

### DVD & BLU-RAY
- BLACK STAR LUSTER (2005)
- EMOTION PICTURE SOUNDTRACK (2006)
- Remember Our Drinking Songs -Hello Dear Deadman Tour 2006 (2006)
- Linear Motor City (2007)
- EMOTION PICTURE SOUNDTRACK 2 (2009)
- NEXUS TOUR FINAL  (2009)
- The Parade of Creatures (2010)
- LONG WAY TO NOWHERE TOUR (2012)
- EMOTION PICTURE SOUNDTRACK 3 (2013)
- ETERNAL ROCK BAND -21st CENTURY ROCK BAND TOUR 2013- (2014)
- Step Into My World TOUR 2016- (2017)
- 21st ANNIVERSARY ROCK BAND 2019.01.19 at Makuhari Event Hall (2019)
- 20201217 + 2021 Applause TOUR (2021)
- crank up STUDIO COAST -2021.12.11- (2022)

### Split albums
- DRAGORUM with The Pete Best (2001)
- ART-SCHOOL SPLIT CASSETTE (2002)